# Жана орис
«Жана орис» (каз. «Жаңа өріс», «Новое поле») — газета, орган Туркестанского крайкома РКП(б) политотдела Туркестанского фронта. Выходила с апреля по июль 1920 года, всего вышло 14 номеров.
Материалы публиковались на казахском и киргизском языках на основе арабской графики. «Жана орис» информировала о положении дел на Туркестанском фронте. Работали отделы «Шет елдерде» («Заграницей»), «Кеңестер ішінде» («В Советax») и «Аймақ хабарлары» («Отчёты из регионов»). После 7 декабря 1920 года место газеты «Жана орис» заняла «Ак жол».